# Nijo
Nijo, född 1143, död 1165, var regerande kejsare av Japan mellan 1158 och 1165.